# Чишки (Золочівський район)
Чи́шки — село в Україні, в Золочівському районі Львівської області. Населення становить 208 осіб. Орган місцевого самоврядування — Буська міська рада.

## Назва села
Сучасна назва села — Чишки. З роками його вона мінялась із Чешок на Цішки, з Цішок на Чішки.[джерело?]
Існує, як мінімум, дві версії походження цієї назви.
За легендою, яка згадується при заснуванні трьох сіл — Заболотці, Кадлубиська та Чехів — із розбитого татарами міста Пліснеська втікає три чоловіки — Іван, Кадлуб, Чех. Іван засновує в болотах с. Заболотці (донині існує в селі Іванова криниця з цілющою водою), Кадлуб — Кадлубиська, а Чех, за походженням чех, — село Чехи. Можливо, Лев Чеський був його нащадком, і при порятунку пані Чеської (в народі прозваною Чешкою) разом з «вольним» життям і даровано назву — село «пані Чешки».
Інша версія, більш ймовірна, після поразки Гуситського руху в Чехії, повстанці переслідувались німецькими завойовниками, вони тікали на більш безпечні землі. В 1419 році втікачі розташувались двома таборами. Один табір, більш укріплений, з дітьми і жінками — чешками, біля с. Двори і хуторів, а табір з чоловіками — чехами на північний схід від них.
Так виникло два поселення Чешки і Чехи. Згодом Двори, хутори та табір чешок і отримало одну назву — Чешки.
Ця версія найбільш достовірна, оскільки прізвища, що домінують в селі, чеського походження. У висліді господарських, військових й культурних зв'язків між Чехією й українськими землями невеликі групи чехів селилися на Русі-Україні ще з 13 ст. Польський хронікар Ян Длуґош згадує, що під час голоду в Чехії 1281—1282 рр. деяке число чехів оселилося в Галицькому князівстві. За Юрія II Болеслава були в його оточенні і серед місцевої шляхти вихідці з Чехії й Моравії.
19 вересня 2024 року Верховна Рада підтримала перейменування села Чішки на Чишки. 26 вересня 2024 року перейменування набуло чинності.

## Перша згадка
Історія села Чишки налічує понад п'ять століть. За переказами воно виникло на місці поселення Двори та хуторів Ковпин і Вербія. Село Двори засноване після знищення татарами міста Пліснеська (VI ст. н. е. — 1241 р.). Рятуючись від татар, населення міста тікало в болота та ліси. Саме такою була наша місцевість на той час. Лише біля підвищення Хомути була родюча твердиня. На ній і поселились біженці. Новосели були з великою культурною, духовною та історичною спадщиною.[джерело?]
Сама історія Пліснеська поділяється на слов'янський та давньоруський періоди. Давньослов'янське поселення зародилось у VII—VIII., займаючи спочатку площу 10-12 гектар, а до Х ст. уже займало площу 300 гектар і мало устрій міста-держави. Ймовірно, поселення було у Х ст. значним торговим центром на шляху вікінгів з Дніпра, Скандинавії до Великої Моравії. Основним заняттям населення було землеробство, скотарство; із ремесел почало розвиватись гончарство і обробіток заліза.[джерело?]
Давньослов'янське городище повністю знищив київський князь Володимир І Великий у час війни 992—993 років з хорватами, що засвідчують віднайдені згарища будівель. На початку Х ст. Пліснесько відродилось на мисі, як давньоруське місто, займаючи меншу площу. З другої третини ХІІ ст. розпочався період нового розвитку міста, коли у ньому появились великі наземні будівлі з глинобитними печами, долівками, покриті керамічними полив'яними плитками, почали формуватись вулична рядова забудова. У місті розвивались ремесла: ковальство, гончарство, обробка дерева, каменю, кості. Припускають, що Пліснесько було одним із найдавніших християнських центрів Галичини. За легендою при обороні міста від половців 1180 р. загинула княжна Олена, донька князя Всеволода з Белза, сестра князя Олександра Белзького. Княжна мала закласти у Пліснеську перший монастир з церквою Преображення Господнього Збереглась мармурова плита латинською мовою «GELSISSIMA PRICIPISSA HELEHA M DUCIS WSEWOLDI FILIA ANNO 1180 HOC MONASTERIUM PRIMO FUNDAVIT…» («Благодарна княжна Олена, дочка князя Всеволода, в 1180 р. цей монастир вперше заснувала…»). За своєю площею Пліснесько був співрозмірним з найбільшими княжими центрами Київської Русі, зокрема Києвом. А в 1241 році місто знищили татари, згарища були заселеними до кінця ХІІІ ст., коли люди розійшлися до нових, більш захищених від нападів місцин.[джерело?]
Якщо взяти до уваги дати перших згадок навколишніх сіл, то ми бачимо, що село існувало значно раніше.[джерело?]
Уперше Олеський замок згадується в історичних джерелах 1327 р., коли він перейшов у володіння Юрія — сина мазовецького князя Тройдена і руської княжни Марії (дочки Юрія І), запрошеного боярами на галицько-волинський князівський престол після згасання роду Романовичів. Ця дата дозволяє припустити, що замок побудований одним із синів галицько-волинського князя Юрія Львовича — Андрієм або Левом. Відомо, що з 1340 р. замком володів литовський князь Любарт. У 1366 р. його відвойовує польський король Казимир Великий. А коли на троні опиняється його племінник Людовік — король польський і угорський, замок переходить до Владислава, князя Опольського .У 1390 році зустрічається перша достовірна письмова згадка про Олесько (Булла папи Боніфація ІХ, який дарував замки в Олеську та Тустані Галицькому католицькому єпископові), але замок на той час вже існував як фортеця.[джерело?]
Мирного життя навколишнім поселенням не доводилось очікувати. Набіги монголо-татар, зазіхання угорських, польських, литовських феодалів повсякчас зобов'язувало населення боронити свою землю.[джерело?]
Згадка про с. Чехи з'явилася в 1400 році. Але поселення існувало на багато століть раніше. Підтвердженням цього є розкопані в 1895 році під час ремонту дороги Олесько-Броди між селами Чехи і Заболотці, на полі поміщика А.Краєвського було знайдено могильники . У результаті розкопок 1895—1897 р.р., які І.Шараневич провів за допомогою вчителя місцевої школи Я.Сподарика і двох студентів університету — В.Кухарського та Б.Яновського, було відкрито великий біритуальний могильник з більш як 350 похованнями, віднесеними згодом до висоцької культури. Аналізуючи виявлений матеріал, дослідник прийшов до висновку, що поховальні пам' ятки у Чехах і Висоцьку існували у перехідний період від епохи бронзи до заліза.[джерело?]
У липні 1431 року король Ягайло повідомляє про повстання великого князя Свидригайла, «який за допомогою своїх прихильників і наших повстанців зайняв замки у Збаражі, Кременці та Олеську». В Олеську на той час був старостою Івашко Преслужич Рогатинський (в історичних виданнях М. Грушевського — Богдан Рогатинський). В замку засіли ленники Івашка — земляки з навколишніх сіл (це були нащадки бояр Пліснеська). Крім Івашка був Масько Каленикович, Олехно Черемоський (на південний захід від Пліснеська є село Черемошня), Івасько Мостич Кадлубиський (с. Кадлубиська між с. Ясенів та с. Заболотцями) Сеньк Смоленський (с. Смільно), Демко Жидівський (с. Ожидів), Януш з Підгорець, Нег Старобродський (Броди), Лев Чеський (с. Чехи). Олеський замок облягали шість тижнів, але фортеця вистояла. Щойно в кінці 1432 р. замок був здобутий військами короля, оборонцям було повернено раніше конфісковані села і 18 жовтня було видано документ на володіння землями.[джерело?]
1441 року «замок Олеський з містом та цілою округою» аж до границь з Волинню, король Владислав III Варненчик віддав у вічне користування Янові з Сєнна, синові Добеслава, за заслуги в обороні земель Руських перед татарами. Після його смерті замок з округою — аж до границь з Волинню, одержав син Петро, після нього дістали у спадщині по половині його дві дочки Анна Гербуртова та Ядвіга Каменецька. В 1519 році татари знову з'явилися на Олеських землях. Один з володарів замку, Мартин Каменецький, тоді втік, а другий, Фридерик Гербурт, разом із своїми дружинами загинув у битві під Сокалем.
Перша згадка про с. Кути датована тим самим 1441 роком, але існує «холерний» цвинтар, на якому поховані померлі від холери 1332 року.
Це був останній татарський набіг на замок з околицями. Після цього життя дещо стабілізувалося. Ожили торгові шляхи. Олесько стало отримувати мито від чумаків, що везли сіль з Долини в сторону Луцька. Виникали ремісничі цехи. Селяни з навколишніх сіл їздили ярмаркувати до Олеська.
Ймовірно село Двори з хуторами тоді належало Леву Чеському. Існує така легенда, що пані Чеська їхала на білому коні із Олеського замку до Чехів і в болотах між Чехами і Олеськом кінь попав у торф'яну пастку. Селяни з Дворів врятували панянку, натомість їм даровано у вільне користування землі та звільнено від податку. Це цілком могло бути і правдивою історією, оскільки достеменно відомо, що Івашко влаштовував в замку бенкети на не один день і добре п'яненькі бояри з свитою частенько потрапляли в болота, вертаючись до рідних помість.[джерело?]
Хоча історичною датою виникнення села вважається 1475 рік, але під якою назвою було зафіксоване наше село не відомо. Є багато припущень щодо походження його назви.[джерело?]
Про існування с. Двори та хуторів Ковпин та Вербіє, принаймні, говорять сучасні назви вулиць. Хоча існує і версія походження вулиці Двори від перебування на цій території села панського Дворища. Але якого саме пана? Чи це був пан Лев Чеський чи який інший, також не відомо. Немає згадок про те, що село належало конкретно якомусь пану і його маєток мав місце бути. Можливо, ця назва пішла від назви колишніх слов'янських поселень — дворищ.[джерело?]
Щодо назв Ковпина та Вербія є припущення, що назва Ковпин виникла від великої кількості копанок для вимочування льону та конопель, адже місцевість була болотиста і води в копанках набиралось достатньо. Місцевість Вербія отримала назву від багатьох насаджених верб, напевно, з тієї ж причини, щоб дерева вбирали зайву воду.[джерело?]

## Відомі люди

###### Уродженці
- Сава Василь Іванович — український дизайнер — учений, художній редактор понад 200 видань провідних видавництв України.
- Репа Тимофій Іванович (1895, с. Чішки Золочівського повіту, Галичина — 3 листопада 1937, ур. Сандармох, Карелія) — українець, селянин, лейтенант Австрійської армії, член КПЗУ в 1920—1925 рр., Член КП(б)У в 1925—1933 рр., співробітник повпредства СРСР у Варшаві в 1922—1927 рр., перед арештом — начальник облліту, проживав: м. Харків, вул. Садово-Куликівська, буд. 7. Заарештований: 29 квітня 1933 р. у справі «Української військової організації». Судовою трійкою при Колегії ДПУ УСРР 1 жовтня 1933 р. засуджений за ст. 54-11 КК УСРР на 10 років ВТТ. Відбував покарання в таборі «Свір» і в Соловках. Особливою трійкою УНКВД ЛО 9 жовтня 1937 р. засуджений до найвищої кари. Розстріляний.

##### Пов'язані з Чишками
- Кологон Микита Васильович (1894—19 листопада 1937) — учитель середньої школи. Комісією при НКВС СРСР і Прокуратурі СРСР 10 листопада 1937 року засуджений до розстрілу. Місце поховання невідомо. Реабілітований у 1959 році.[джерело?]
- Кологон Микита — хорунжий полку УСС, медик в австрійській армії; золотий хрест за заслуги на стяжці медалі.[джерело?]